# Madeira-Mamoré-Eisenbahn
| |                     |                |                |
| Streckenlänge: | 364,4 km            |                |                |
| Spurweite: | 1000 mm (Meterspur) |                |                |
| |                     |                |                |
| \| \| 0 \| Porto Velho \| Porto Velho \| \| \| 25 \| km 25 \| km 25 \| \| \| 75 \| km 75 \| km 75 \| \| \| \| Jaciparana \| \| \| \| \| Jirau \| \| \| \| \| Mutum \| \| \| \| \| Abuna \| \| \| \| \| Penha \| \| \| \| \| Arara \| \| \| \| \| Periouitos \| \| \| \| \| Chocolatal \| \| \| \| \| Riberao \| \| \| \| \| Vila Murtinho \| \| \| \| \| Laje \| \| \| \| \| Iata \| \| \| \| \| Nucleo do Iata \| \| \| \| \| Bananeira \| \| \| \| 364 \| Guajará-Mirim \| Guajará-Mirim \| |                     |                |                |
| Kopfbahnhof Streckenanfang (Strecke außer Betrieb) | 0                   | Porto Velho    | Porto Velho    |
| Bahnhof (Strecke außer Betrieb) | 25                  | km 25          | km 25          |
| Bahnhof (Strecke außer Betrieb) | 75                  | km 75          | km 75          |
| Bahnhof (Strecke außer Betrieb) |                     | Jaciparana     | Jaciparana     |
| Bahnhof (Strecke außer Betrieb) |                     | Jirau          | Jirau          |
| Bahnhof (Strecke außer Betrieb) |                     | Mutum          | Mutum          |
| Bahnhof (Strecke außer Betrieb) |                     | Abuna          | Abuna          |
| Bahnhof (Strecke außer Betrieb) |                     | Penha          | Penha          |
| Bahnhof (Strecke außer Betrieb) |                     | Arara          | Arara          |
| Bahnhof (Strecke außer Betrieb) |                     | Periouitos     | Periouitos     |
| Bahnhof (Strecke außer Betrieb) |                     | Chocolatal     | Chocolatal     |
| Bahnhof (Strecke außer Betrieb) |                     | Riberao        | Riberao        |
| Bahnhof (Strecke außer Betrieb) |                     | Vila Murtinho  | Vila Murtinho  |
| Bahnhof (Strecke außer Betrieb) |                     | Laje           | Laje           |
| Bahnhof (Strecke außer Betrieb) |                     | Iata           | Iata           |
| Bahnhof (Strecke außer Betrieb) |                     | Nucleo do Iata | Nucleo do Iata |
| Bahnhof (Strecke außer Betrieb) |                     | Bananeira      | Bananeira      |
| Kopfbahnhof Streckenende (Strecke außer Betrieb) | 364                 | Guajará-Mirim  | Guajará-Mirim  |

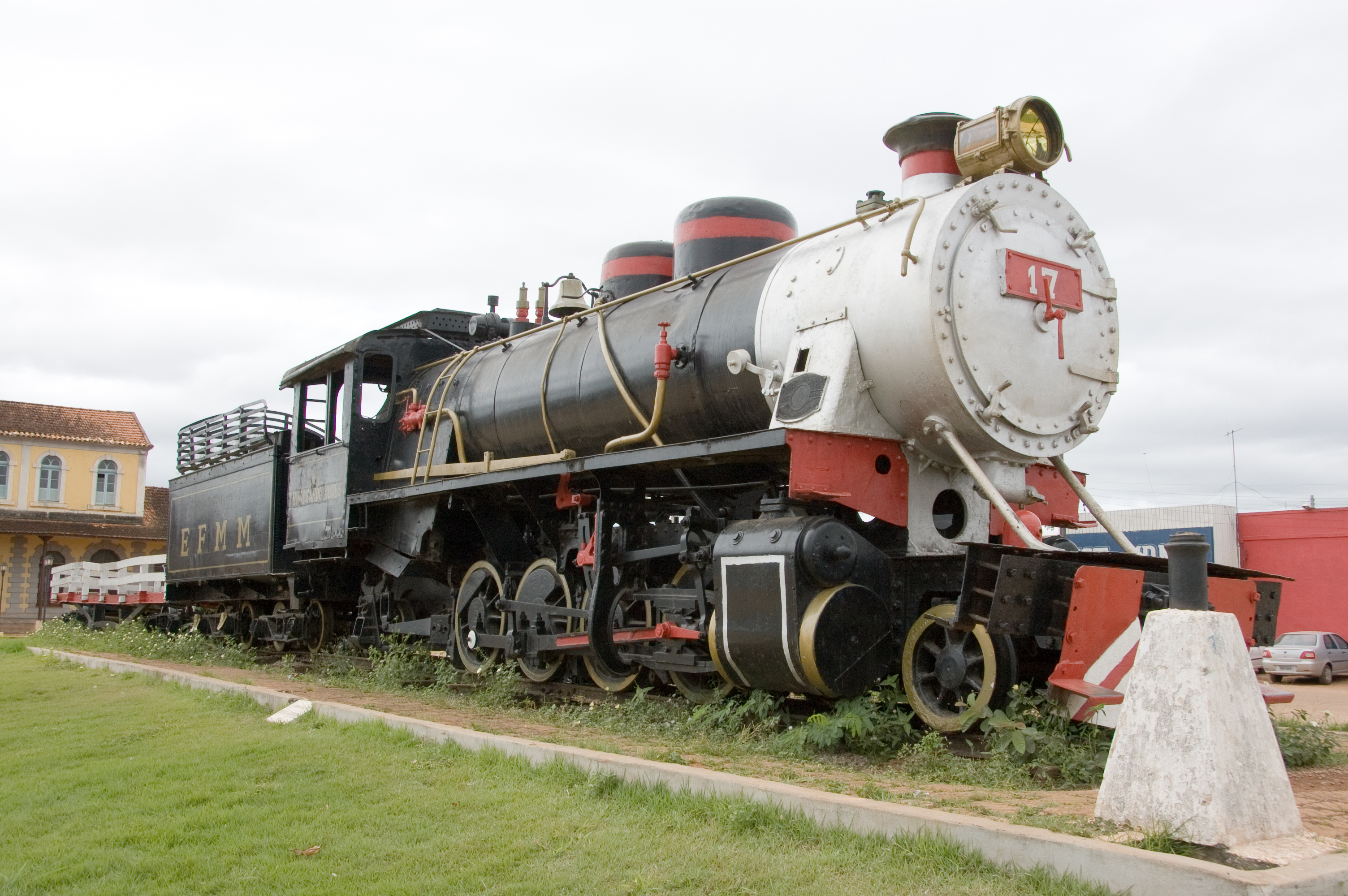
Denkmallok in Guajará-Mirim

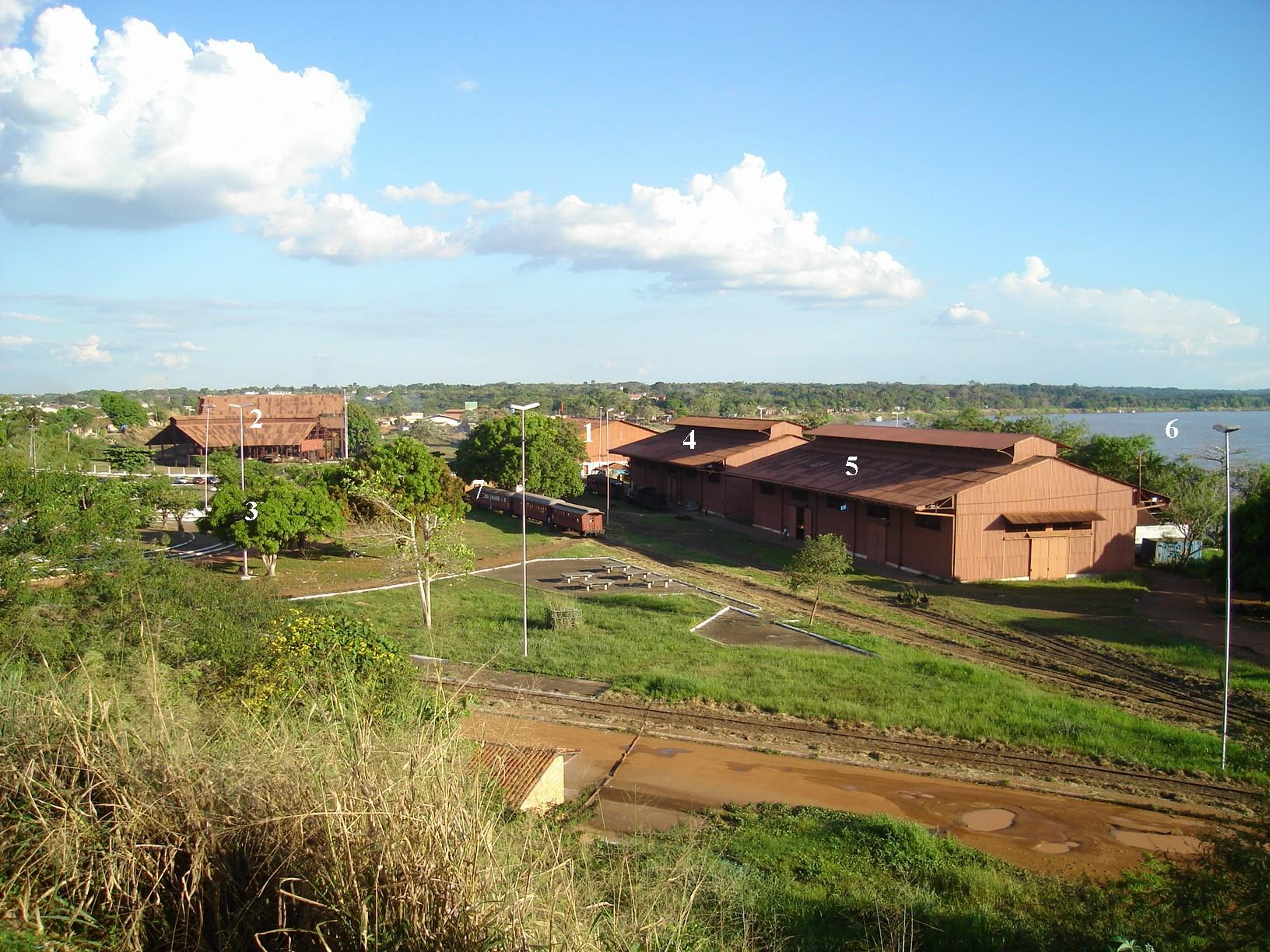
Das Estrada-de-Ferro-Madeira-Mamoré-Museum in Porto Velho

Die Madeira-Mamoré-Eisenbahn (EFMM – Estrada de Ferro Madeira-Mamoré) war eine 364 km lange Eisenbahnstrecke in Brasilien. Bis etwa 2000 war noch ein kurzer Streckenabschnitt zwischen Santo Antônio und Porto Velho für Touristen in Betrieb.
Sie sollte in der Zeit des brasilianischen Kautschukbooms von der bolivianischen Stadt Riberalta über die brasilianische Grenzstadt Guajará-Mirim am Río Mamoré, weiter bis Porto Velho, am Rio Madeira verlaufen und war für den Transport von Kautschuk gedacht gewesen, da der Madeira in diesem Teil nicht schiffbar war. Der Bau wurde allerdings nur von Guajará-Mirim bis nach Porto Velho ausgeführt, obwohl der bolivianische Abschnitt Teil des Vertrages von Petrópolis war und Bolivien damit Anteil am Kautschukboom bekommen wollte.
Der Plan, hier eine Eisenbahnstrecke zu errichten, wurde 1869 von dem deutschen Ingenieur Franz Keller vorgebracht. Die Stromschnellen entlang des Rio Madeira zwischen Río Mamoré und Porto Velho sollten umfahren werden und so einen Zugang für die Rohstoffe Boliviens zum Atlantik schaffen. Schon 1872 wurde mit dem Bau der Bahn durch den Dschungel begonnen. Als jedoch nach drei Jahren erst ein Teil der Trasse gerodet und noch kein Meter an Gleisen verlegt worden war, mussten die Arbeiten eingestellt werden. Auch zwei weitere Versuche, die Arbeit wieder aufzunehmen, scheiterten. Erst 40 Jahre nach dem ersten Baubeginn, nachdem der Bau durch die US-amerikanische Brazil Railway Company im Jahre 1907 wieder aufgenommen worden war, wurde am 1. August 1912 die Strecke eröffnet.
Die Arbeiten an der Strecke waren hart und kosteten viele Todesopfer. Es wird gesagt, dass für jede Schwelle, die verlegt werden konnte, ein Arbeiter starb. Auch wenn diese Überlieferung stark übertrieben scheint, sind doch über 6000 Arbeiter offiziell verzeichnet, die bei den Bauarbeiten den Tod fanden. Die Opfer bei den indigenen Stämmen, die durch den Bau der Eisenbahn durch ihr Gebiet in Mitleidenschaft gezogen wurden, sind darin nicht enthalten. Vor allem waren es tropische Unwetterkatastrophen, Schlangen und von Moskitos übertragene Krankheiten sowie Auseinandersetzungen mit den Ureinwohnern, die Todesopfer bei der Erschließung des Dschungels forderten. Sie sind Anknüpfungspunkt für zahlreiche Sagen, die sich um den Bau der Eisenbahn ranken. So sollen die Geister verstorbener Arbeiter den Lokomotivführern erschienen sein, von denen sie eine Mitfahrgelegenheit forderten.
Schon bald nach der Eröffnung der Bahn war der Kautschukboom im Abklingen, und die Eisenbahnlinie musste eingestellt werden.
Die Gesellschaft hatte 22 Dampflokomotiven aus Europa und den USA im Einsatz.
Entlang der Strecke sind noch einige von Pflanzen überwucherte Dampflokomotiven zu sehen. Der frühere Kopfbahnhof in Porto Velho fungiert als kleines Museum. Auch zwischen Guajará-Mirim und Iata war die Bahn von 1981 bis 1991 noch einmal als Touristenattraktion in Betrieb.
1980 erschien der Roman „Mad Maria“ von Marcio Souza. Das Thema ist der Eisenbahnbau längs des Rio Madeira.
Der Betriebshof der EFMM in Porto Velho ist seit 2008 in das Register der national bedeutenden Kulturdenkmäler eingetragen.

## Film
- SWR: Eisenbahn-Romantik – Die Todesbahn. Unterwegs im wilden Westen Brasiliens (Folge 440)